# Conocimiento científico
El conocimiento científico es el conjunto de hechos verificables y sustentados en evidencia recogidos por las teorías científicas, así como el estudio de la adquisición, elaboración de nuevos conocimientos mediante el método científico. Una teoría científica es un conjunto consistente y deductivamente completo de proposiciones científicas que describen hechos relativos al campo de investigación de la teoría. En ese sentido, el conocimiento científico sería el contenido proposicional completo de todas las teorías científicas empíricamente adecuadas.[cita requerida]

## Visiones sobre el conocimiento científico
El conocimiento es la acción y efecto de conocer; el sentido de cada una de las aptitudes que tiene el individuo de percibir, por medio de sus sentidos corporales, las impresiones de los objetos externos, conocimiento es todo aquello capaz de ser adquirido por una persona en el subconsciente. Sin embargo, para que dicho conocimiento se considere propiamente científico se requieren condiciones adicionales, ya que los sentidos son falibles, existe ilusiones ópticas y cognitivas y las personas son falibles desde el punto de vista cognitivo. Diversos filósofos y científicos han tratado de precisar en qué consiste el conocimiento propiamente científico.
El filósofo Karl Popper acepta que la finalidad de la ciencia es la verdad, pero, en principio, evita el uso del término para la investigación científica y desplaza la cuestión hacia un punto de vista más delimitado: el de la demarcación, donde el éxito de la ciencia se mide por su capacidad para desenmascarar las doctrinas engañosas y repudiar las teorías inconsistentes, aceptando solo provisionalmente las teorías corroboradas.
Según Imre Lakatos la única forma de justificar el conocimiento científico es a través de la crítica y contrastabilidad de nuestros ensayos de solución a los problemas surgidos en la tensión entre nuestro conocer y nuestro ignorar: «El método de la ciencia, es pues, el de las tentativas de solución, el del ensayo o idea de solución, sometido al más estricto control crítico, no es sino una prolongación crítica del método del ensayo y el error».
La crítica consiste en intentos de refutación: si la crítica tiene éxito se descarta el ensayo de solución refutado y se busca otro; si resiste a la crítica se acepta provisionalmente en cuanto digno de seguir siendo discutido, y si persiste en resistir la crítica se puede estimar corroborado, pero eso no significa que se le acepte como verdadero, solamente significa que, de momento, no se han encontrado razones para desecharlo.
El avance en el conocimiento científico se produce en cuanto los científicos al abandonar las teorías refutadas, por las investigaciones están obligados a reemplazarlas por nuevos ensayos de solución y eso conduce a descubrimientos e innovaciones. Así, la propuesta de Popper «[...] no es salvarles la vida a los sistemas insostenibles sino, por el contrario, elegir el que comparativamente sea más apto, sometiéndolos a todos a la más áspera lucha por la supervivencia».
Según el filósofo de la ciencia Paul Feyerabend, no es efectivo que la noción de conocimiento válido se reduzca al conocimiento científico. Dando por supuesto que, en la medida que nuestro etnocentrismo nos hace ver la realidad con el prisma de la racionalidad occidental, esta resulta perfectamente coherente con la idea del progreso ininterrumpido del conocimiento científico; Feyerabend también cree que la razón no es la única forma de inteligibilidad y tampoco la última: «La ciencia es una de las muchas formas de pensamiento que el hombre ha desarrollado y no necesariamente la mejor».
Finalmente en La estructura de las revoluciones científicas, Thomas Kuhn ante las insuficiencias planteadas por la visión de Popper, Lakatos y Feyerabend, trata de caracterizar la ciencia como las prácticas y forma de proceder de los científicos, tal como suceden realmente, más que con respecto al objeto de su trabajo. Kuhn describe como cambian los paradigmas científicos y describe sociológicamente como tienen lugar realmente el rechazo de teorías problemáticas y la aceptación de nuevas teorías que parecen ser más adecuadas. Desde luego, el trabajo de Kuhn describe que el falsacionismo de Popper no describe el modo real en que se trabaja en ciencia.